# Alwandi, Koppal
Alwandi là một làng thuộc tehsil Koppal, huyện Koppal, bang Karnataka, Ấn Độ.